# San Vicente Tancuayalab
San Vicente Tancuayalab (del huasteco: Tan Kwayabláb ‘lugar del bastón’) es una localidad mexicana ubicada en la región Huasteca del estado de San Luis Potosí. Es la cabecera del municipio homónimo.

## Toponimia
El nombre Tancuayalab proviene del huasteco y se interpreta como «lugar del bastón de mando», y por extensión puede significar el lugar de un centro ceremonial o de residencia de un gran sacerdote.

## Geografía
Se encuentra en la ubicación 21°43′4″N 98°35′15″O / 21.71778, -98.58750, a una altura aproximada de 40 m s. n. m.,.

La zona urbana ocupa una superficie de 3.182 km².

## Demografía
De acuerdo con los datos del censo de 2020, la población de la cabecera municipal de San Vicente Tancuayalab, que lleva el mismo nombre que el municipio, era de 6,731 habitantes. Esto representa un crecimiento promedio anual del 0.45% durante el período de 2010 a 2020, partiendo de una población de 6,444 habitantes registrada en el censo anterior. Para el año 2020, la densidad poblacional de este municipio era de 2,116 habitantes por kilómetro cuadrado.
| Gráfica de evolución demográfica de San Vicente Tancuayalab entre 2000 y 2020 |
|                                                                               |
| Fuente: Instituto Nacional de Estadística Geografía e Informática             |

En 2020 el 48.2% de la población (3246 personas) eran hombres y el 51.8% (3485 personas) eran mujeres. El 63.5% de la población, (4277 personas), tenía edades comprendidas entre los 15 y los 64 años.
La población de San Vicente Tancuayalab está mayoritariamente alfabetizada, (5.78% de personas mayores de 15 años analfabetas, según relevamiento del año 2020), con un grado de escolaridad en torno a los 9 años. El 11.93% de la población se reconoce como indígena. 

El 83.7% de los habitantes de San Vicente Tancuayalab profesa la religión católica.
En el año 2010 estaba clasificada como una localidad de grado medio de vulnerabilidad social. Según el relevamiento realizado, 2171 personas de 15 años o más no habían completado la educación básica, —carencia conocida como rezago educativo—, y 2026 personas no disponían de acceso a la salud.